# Jordan King
Jordan King, né le 26 février 1994 à Warwick, est un pilote automobile britannique qui participe en 2020 au championnat du monde d'endurance avec le Team LNT.

## Biographie

### Débuts en monoplace (2010)
Jordan King fait ses débuts en monoplace en 2010, en Formule Palmer Audi. Il ne dispute que les quatre dernières courses de la saison, toutes à Silverstone. Il s'élance en pole position dès sa première course mais n'est pas classé. Il abandonne deux autres fois mais monte tout de même sur le podium lors de la course 3, et se classe 23e du championnat grâce à ses 20 points.
En novembre, il prend part au Championnat de Grande-Bretagne de Formule Renault, plus précisément à la Formula Renault UK Winter Series, qui comporte trois manches de deux courses chacune. King termine à la 15e place avec l'écurie Manor MP Motorsport.

### Divers championnats et premiers succès (2011-2012)
En 2011, le jeune King retrouve Manor MP Motosport, toujours dans le championnat de Grande-Bretagne de Formule Renault. En vingt courses, rallie l'arrivée à dix-huit reprises et obtient un podium, pour terminer 8e du championnat. Il participe également à trois manches du championnat de Formule 2, auquel il termine 14e avec une 5e place au Nürburgring comme meilleur résultat. Il décroche par ailleurs son premier titre en monoplace la même année, en remportant le MRF Challenge Formula 1600.
Début 2012, il s'exile en Nouvelle-Zélande pour participer au championnat des Toyota Racing Series. Avec une victoire et quatre podiums, il termine 5e du championnat, dans lequel on retrouve par exemple Nathanaël Berthon ou Raffaele Marciello. La même année, il rejoint la Formula Renault 2.0 Northern European Cup, toujours avec Manor MP Motorsport. Même s'il n'obtient qu'une seule victoire, à Zandvoort, monte neuf fois sur le podium et signe un meilleur tour en course. Il se classe 2e du championnat, derrière Jake Dennis. On le retrouve également en Eurocup Formula Renault 2.0.

### La Formule 3 (2013-2014)

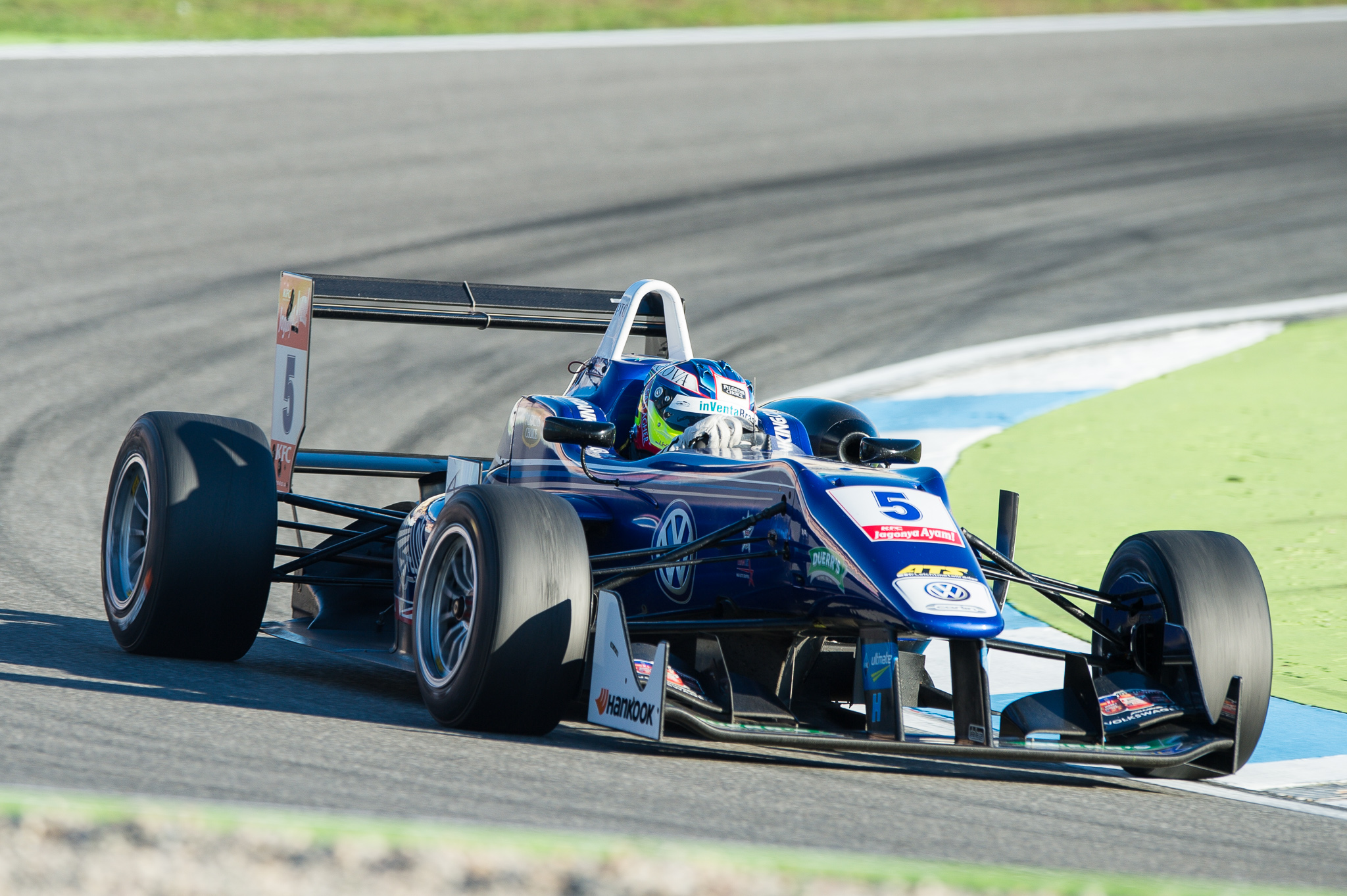
Jordan King en F3 Europe en 2014 sur le Hockenheimring.

En sport automobile, continuant sur sa lancée, Jordan King se dirige vers le championnat d'Europe de Formule 3 avec Carlin Motorsport. Il finit 6e du championnat avec deux podiums, et une grande régularité dans ses résultats. Toujours en 2013 et toujours avec Carlin, il est sacré champion de Formule 3 britannique après avoir dominé la saison, et en terminant 41 points devant son dauphin Antonio Giovinazzi.
En 2014, il prend de nouveau part au championnat d'Europe de Formule 3, encore avec Carlin. Avec six podiums mais aucun succès, il se classe 7e d'un championnat dominé par Esteban Ocon, Tom Blomqvist et Max Verstappen.

### Le GP2 Series, pilote de développement chez Manor (2015-2017)

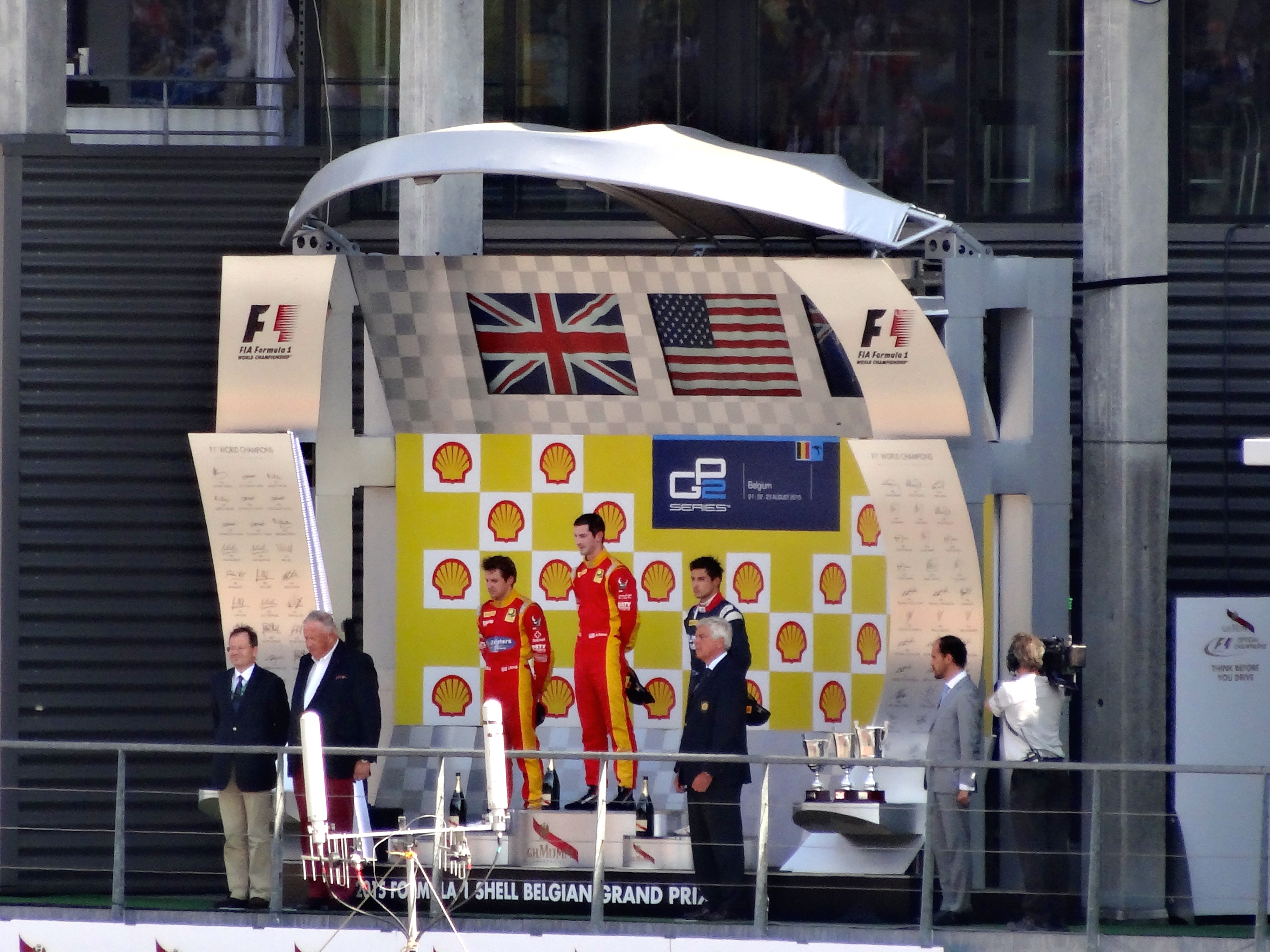
Jordan King (à gauche) sur le podium à Spa-Francorchamps en 2015.

En 2015, il s'engage en GP2 Series avec Racing Engineering et devient dans le même temps pilote de développement de Manor Marussia F1 Team, l'écurie appartenant depuis peu à son père Justin King,. Son équipier est l'Américain Alexander Rossi, qui n'est d'autre que le troisième pilote de l'écurie de Manor Marussia, et qui se montre rapide en GP2 Series. Si Rossi termine vice-champion avec trois victoires, King, de son côté, ne termine qu'à la 12e place du championnat, avec comme meilleur résultat une 2e place obtenue sur le circuit de Spa-Francorchamps.
Il poursuit sa carrière en GP2 Series en 2016, toujours avec Racing Engineering, et se montre rapidement plus à l'aise, puisqu'il monte sur le podium dès la course sprint de Barcelone. Grâce au système la grille inversée, il remporte consécutivement les courses sprint à Spielberg et à domicile, à Silverstone, où il résiste à Luca Ghiotto malgré la pluie. Il confirme sa bonne forme avec d'autres podiums en Hongrie et à Spa-Francorchamps et termine 7e du championnat avec 122 points.

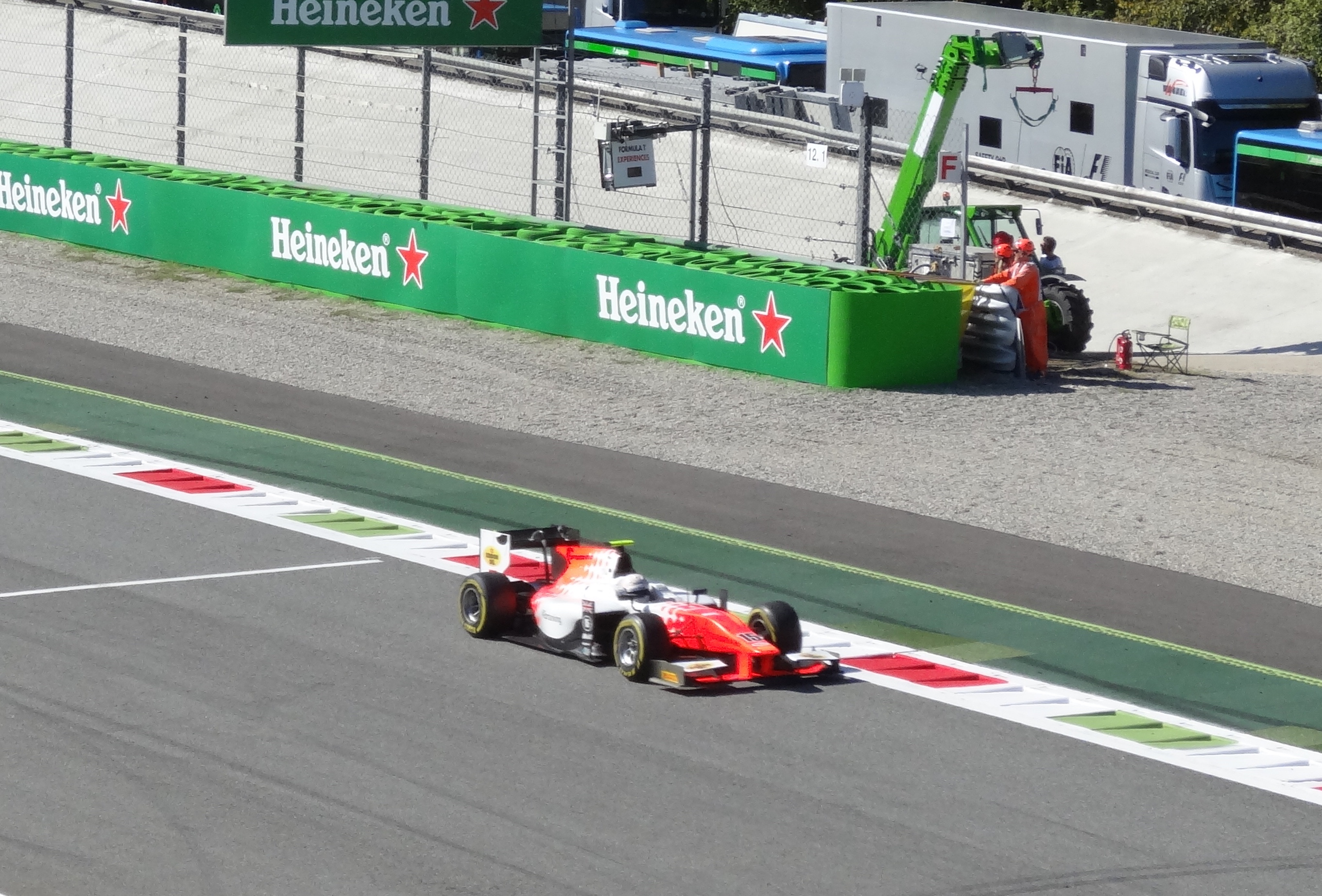
Jordan King à Monza en 2017.

Le 21 octobre 2016, à l'occasion de la première séance d'essais libres du Grand Prix des États-Unis, Jordan King fait ses débuts officiels en Formule 1 en roulant pour Manor, ainsi qu'à Yas Marina pour la dernière course de la saison.
Alors qu'il aurait pu débuter en tant que titulaire en Formule 1 avec Manor en 2017, celle-ci cesse ses activités en janvier à cause de problèmes financiers. Jordan King choisit de continuer en Formule 2 (qui succède au GP2) et signe chez MP Motorsport. Il se montre très régulier en première moitié de saison, en marquant beaucoup de points, mais chute dans le classement à partir de la mi-saison. Son meilleur résultat est une 4e place obtenue dès la première course à Bahreïn et il se classe 11e du championnat.

### Passage en IndyCar (2018-2019)
Pour la saison 2018, Jordan King quitte la Formule 2 et rejoint Ed Carpenter Racing en IndyCar Series pour participer aux Grands Prix routiers, c'est-à-dire, à onze des dix-sept courses du calendrier. Son meilleur résultat est une 11e place obtenue à Toronto et il se classe 22e au championnat.
En 2019, il se classe 24e pour sa première participation aux 500 miles d'Indianapolis, avec Rahal Letterman Lanigan Racing. Il s'agit de sa seule apparition de l'année en IndyCar.

### Retour en Formule 2 et en endurance (depuis 2019)
En 2019, Jordan King effectue son retour en Europe et retrouve son ancienne écurie MP Motorsport en Formule 2. Il obtient son premier podium de l'année à Bakou, avec une troisième place. Il inscrit régulièrement des points et monte une deuxième fois sur le podium à Monza. Il termine finalement 9e du championnat.
Avec le Jackie Chan DC Racing, Jordan King remporte également les 1000 Miles de Sebring 2019 dans la catégorie LMP2, avec Will Stevens et David Heinemeier Hansson. Il participe également pour la première fois de sa carrière aux 24 Heures du Mans mais la voiture ne voit pas l'arrivée à cause d'un problème de boîte de vitesses.
En 2020, il participe à deux courses avec le Team LNT.

## Carrière

### Résultats en monoplace
| Saison | Championnat                                       | Écurie              | Courses         | Victoires       | Pole positions  | Meilleurs tours | Podiums         | Points          | Classement      |
| ------ | ------------------------------------------------- | ------------------- | --------------- | --------------- | --------------- | --------------- | --------------- | --------------- | --------------- |
| 2010   | Formule Palmer Audi                               | MotorSport Vision   | 4               | 0               | 1               | 0               | 1               | 20              | 23e             |
| 2010   | Formula Renault UK Winter Series                  | Manor Competition   | 6               | 0               | 0               | 0               | 0               | 43              | 15e             |
| 2011   | Championnat de Grande-Bretagne de Formule Renault | Manor Competition   | 20              | 0               | 1               | 1               | 1               | 265             | 8e              |
| 2011   | MRF Challenge Formula 1600                        | Team Sidvin         | 8               | 4               | 1               | 6               | 6               | 45              | Champion        |
| 2011   | Formule 2                                         | MotorSport Vision   | 6               | 0               | 0               | 0               | 0               | 17              | 14e             |
| 2012   | Formula Renault 2.0 NEC                           | Manor MP Motorsport | 20              | 1               | 0               | 2               | 9               | 316             | 2e              |
| 2012   | Eurocup Formula Renault 2.0                       | Manor MP Motorsport | 14              | 0               | 0               | 0               | 1               | 31              | 13e             |
| 2012   | Toyota Racing Series                              | M2 Competition      | 14              | 1               | 1               | 1               | 4               | 591             | 5e              |
| 2013   | Championnat d'Europe de Formule 3                 | Carlin              | 30              | 0               | 0               | 1               | 2               | 176             | 6e              |
| 2013   | Formule 3 britannique                             | Carlin              | 12              | 3               | 2               | 2               | 8               | 176             | Champion        |
| 2014   | Championnat d'Europe de Formule 3                 | Carlin              | 32              | 0               | 0               | 0               | 7               | 217             | 7e              |
| 2015   | GP2 Series                                        | Racing Engineering  | 21              | 0               | 0               | 1               | 1               | 60              | 12e             |
| 2016   | GP2 Series                                        | Racing Engineering  | 22              | 2               | 0               | 1               | 5               | 122             | 7e              |
| 2016   | Formule 1                                         | Manor Racing        | Pilote essayeur | Pilote essayeur | Pilote essayeur | Pilote essayeur | Pilote essayeur | Pilote essayeur | Pilote essayeur |
| 2017   | Formule 2                                         | MP Motorsport       | 22              | 0               | 0               | 0               | 0               | 62              | 11e             |
| 2018   | IndyCar Series                                    | Ed Carpenter Racing | 11              | 0               | 0               | 0               | 0               | 175             | 22e             |
| 2019   | Formule 2                                         | MP Motorsport       | 20              | 0               | 0               | 2               | 2               | 79              | 9e              |

### Résultats aux 24 Heures du Mans
| Année | Équipe                | no | Châssis  | Moteur                | Pneus  | Catégorie | Équipiers                             | Tours | Résultat |
| ----- | --------------------- | -- | -------- | --------------------- | ------ | --------- | ------------------------------------- | ----- | -------- |
| 2019  | Jackie Chan DC Racing | 37 | Oreca 07 | Gibson GK428 4,2 l V8 | Dunlop | LMP2      | David Heinemeier Hansson Ricky Taylor | 199   | Abandon  |

### Résultats aux 500 miles d'Indianapolis
| Année | Châssis | Moteur | Départ | Arrivée | Équipe                         |
| ----- | ------- | ------ | ------ | ------- | ------------------------------ |
| 2019  | Dallara | Honda  | 26     | 24      | Rahal Letterman Lanigan Racing |